# Richard Remy
Richard Remy (* 12. Oktober 1859 in Bendorf, Regierungsbezirk Coblenz; † 14. Oktober 1919) war ein deutscher Bergwerksdirektor in Schlesien.

## Leben
Remy studierte an der  Kaiser-Wilhelms-Universität. Er renoncierte am 30. September 1879 beim Corps Palatia Straßburg. Am 30. November 1880 recipiert, zeichnete er sich als Subsenior, Fuchsmajor und Senior aus. Er bestand 1883 das Referendarexamen und 1887 die Prüfung zum Bergassessor. Seit 1890 Berginspektor der Grube Heinitz, wurde er 1892 zum Bergwerksdirektor und zum Direktor der Berginspektion Zabrze ernannt. Er war seit 1896 Bergrat und seit 1898 Generaldirektor der Schlesischen AG für Bergbau und Zinkhüttenbetrieb in  Lipine. Er wurde 1910 in das Preußische Herrenhaus und 1916 in den Senat der Kaiser-Wilhelm-Gesellschaft zur Förderung der Wissenschaften berufen. Er starb zwei Tage nach seinem 60. Geburtstag.

## Ehrungen
- Berufung ins Preußische Herrenhaus (1910–1918)
- Geh. Bergrat (1913)
- Senator der Kaiser-Wilhelm-Gesellschaft (1916–1919)

## Siehe auch

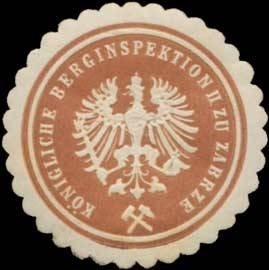
Berginspektion Zabrze